# Calliphora stylifera
Calliphora stylifera este o specie de muște din genul Calliphora, familia Calliphoridae, descrisă de Pokorny în anul 1889. Conform Catalogue of Life specia Calliphora stylifera nu are subspecii cunoscute.